# Sentayehu Ejigu
Sentayehu Ejigu, född den 28 juni 1985 i Gojjam, är en etiopisk friidrottare som tävlar i medeldistanslöpning.
Ejigu deltog vid Olympiska sommarspelen 2004 i Aten där hon slutade på tionde plats på 5 000 meter. Vid inomhus-VM 2006 blev hon fyra på 3 000 meter. Samma placering nådde hon vid VM 2009 i Berlin då på 5 000 meter. 
Hennes första internationella medalj vann hon vid inomhus-VM 2010 i Doha på 3 000 meter. 

## Personliga rekord
- 3 000 meter - 8.42,63 från 2004
- 5 000 meter - 14.35,18 från 2004